# مارجوری گرن
مارجوری گلیکسمن گرن (انگلیسی: Marjorie Grene; ۱۳ دسامبر ۱۹۱۰ – ۱۶ مارس ۲۰۰۹) فیلسوف آمریکایی بود که در زمینه اگزیستانسیالیسم و فلسفه علم، به ویژه فلسفه زیست‌شناسی، فعالیت داشت. او از سال ۱۹۶۵ تا ۱۹۷۸ در دانشگاه کالیفرنیا، دیویس تدریس کرد و از سال ۱۹۸۸ تا زمان مرگش به عنوان استاد ممتاز افتخاری فلسفه در مؤسسه پلی‌تکنیک ویرجینیا (ویرجینیا تک) مشغول به کار بود.

## زندگی و حرفه
گرین اولین مدرک دانشگاهی خود را در رشته جانورشناسی از کالج ولزلی در سال ۱۹۳۱ دریافت کرد. سپس بین سال‌های ۱۹۳۳ تا ۱۹۳۵ مدرک کارشناسی ارشد و دکترای فلسفه را از کالج رادکلیف اخذ نمود. او دربارهٔ این دوره گفته است: «این نزدیک‌ترین چیزی بود که در آن روزها زنان می‌توانستند به هاروارد دسترسی داشته باشند.»
گرین نزد مارتین هایدگر و کارل یاسپرس تحصیل کرد و در سال ۱۹۳۳ آلمان را ترک گفت. او در سال ۱۹۳۵ در دانمارک بود و سپس به دانشگاه شیکاگو رفت. پس از از دست دادن موقعیت شغلی‌اش در دوران جنگ جهانی دوم، ۱۵ سال را به عنوان مادر و کشاورز سپری کرد. او در سال ۱۹۷۶ به عنوان عضو پیوسته آکادمی هنرها و علوم آمریکا انتخاب شد.

## دستاوردهای علمی
طبق آگهی درگذشت او در نیویورک تایمز، گرین «یکی از اولین فیلسوفانی بود که دربارهٔ نظریه ترکیبی تکامل پرسش‌هایی مطرح کرد؛ نظریه‌ای که نظریه تکامل داروین، درک مندل از وراثت ژنتیکی و یافته‌های اخیر زیست‌شناسان مولکولی را ترکیب می‌کند.» او به همراه دیوید دیپو، اولین تاریخچه فلسفه زیست‌شناسی را نوشت. در سال ۲۰۰۲، او اولین فیلسوف زنی بود که جلد کتابی از مجموعه «کتابخانه فیلسوفان زنده» به او اختصاص یافت.

## جوایز و افتخارات
در سال ۱۹۹۵، انجمن بین‌المللی تاریخ، فلسفه و مطالعات اجتماعی زیست‌شناسی جایزه‌ای به نام گرین برای محققان جوان تأسیس کرد و در این باره نوشت: «نه تنها کار او در تاریخ و فلسفه زیست‌شناسی نمونه‌ای از روح قوی کار بین‌رشته‌ای است که برای ISHPSSB اساسی است، بلکه او نقشی محوری در گرد هم آوردن محققان متنوع زیست‌شناسی حتی پیش از تشکیل این انجمن ایفا کرد.»

## زندگی خانوادگی
گرین از سال ۱۹۳۸ تا ۱۹۶۱ با دیوید گرین، متخصص ادبیات کلاسیک که در ایلینوی و زادگاهش ایرلند کشاورزی می‌کرد، ازدواج داشت. آنها دو فرزند داشتند: روت گرین، استاد فیزیولوژی گیاهی در ویرجینیا تک، و نیکلاس گرین، استاد ادبیات انگلیسی در کالج ترینیتی دوبلین.

## کتاب‌های تألیف‌شده
از آثار گرن می‌تواند به آزادی هراس‌انگیز: نقدی بر اگزیستانسیالیسم (۱۹۴۸) – تجدیدچاپ با عنوان درآمدی بر اگزیستانسیالیسم (۱۹۵۹)، مارتین هایدگر (۱۹۵۷)، تصویری از ارسطو (۱۹۶۳)، داننده و دانسته (۱۹۶۶)، رویکردهایی به زیست‌شناسی فلسفی (۱۹۶۸)، سارتر (۱۹۷۳)، فهم طبیعت: مقالاتی در فلسفه زیست‌شناسی (۱۹۷۴)، فلسفه در درون و بیرون اروپا (۱۹۷۶) – مجموعه مقالات، دکارت (۱۹۸۵)، دکارت در میان مدرسیان (۱۹۹۱) – سخنرانی آکویناس ۱۹۹۱، کنش‌های متقابل: زمینه زیستی نظام‌های اجتماعی (۱۹۹۲) – با نایلز الدریج، وصیتنامه فلسفی (۱۹۹۵)، فلسفه زیست‌شناسی: تاریخچه‌ای موردی (۲۰۰۴) – با دیوید دیپو اشاره کرد؛ او آثاری نیز همچون فیلسوفان از زبان خودشان: از دکارت تا کانت (۱۹۴۰) – متونی از فلسفه رنسانس و روشنگری (با توماس وِرنور اسمیت)، نگرش فیزیک به جهان اثر کارل فریدریش فون وایتسکر (۱۹۵۰)، از دکارت تا لاک (۱۹۵۸) و بارکلی، هیوم، کانت (۱۹۶۳) منتشر کرده است.C.V.